# Биа, Мария Франциска
Мария Франциска Биа (нидерл. Maria Francisca Bia; род. 9 сентября 1809, Амстердам — 13 июля 1889, там же) — голландская оперная певица, балерина и актриса, выступавшая под сценическим псевдонимом Мими (Mimi).

## Биография
Мария Франциска Биа родилась в Амстердаме 9 сентября 1809 года в семье, где она была вторым ребёнком после сестры Маргариты Розины Генриетта (нидерл. Margaretha Rosina Henriëtta) и младшего брата — Александра Ламберта (нидерл. Alexander Lambert). Их родители были известными танцорами в балетной труппе Амстердама. С ранних лет Мария посещала театры и училась балетным движениям. Её выступления привлекли внимание таких известных деятелей искусства, как балерина Полли Каннингем и Иоганна Ватьера, которые взяли под опеку Марию. Под руководством последней в десятилетнем возрасте Биа получила главную роль царя Иоаса в трагедии «Athalia» по сценарию ван Расина. В дополнение к урокам от коллег по сцене и старших наставников в 1820 году Мария попала на обучение в «Товарищество красноречия и риторики» (нидерл. Genootschap voor Uiterlijke Welsprekendheid). В 14 лет Биа начала выступать в качестве певицы (сопрано). Она стала первой в Нидерландах, кто сыграл роль Розини в опере Джоаккино Россини «Севильский цирюльник», а также Фанелли в опере «Немая из Портичи» Даниэля Обера.
В 1824 году по случаю пятидесятой годовщины амстердамского театра она получила приглашение принять участие в фестивале — «Het templefeest». В 1828 году Биа вступила в брак с Рейнером Энгельманом (нидерл. Reinier Engelman), которого знала ещё с начала выступлений в труппе амстердамского театра. У них родились четверо дочерей, двое из которых умерли в подростковом возрасте.
В 1839 году Энгельман стал директором театра в городе Леуварден. Биа переехала вместе с детьми в новое место, но достоверно известно, что уже в 1841 году Энгельман вместе с несколькими частными лицами арендовали театр в Амстердаме. Благодаря семейным связям Биа всегда имела право первой выбирать роли, которые были ей по душе. Это порождало конфликты внутри труппы, и закончилось ссорой с известными актрисами Якобой Марией Майофски и Кристиной Элизабет да Силва, которые после этого покинули театр. Помня свой личный опыт и пользуясь возможностью Биа с детства приучала своих дочерей к выступлениям на сцене.
Тем временем карьера самой Марии шла вверх. Она успешно гастролировала не только в Нидерландах, но и за рубежом (например, в Париже в 1842 году). Дважды ей предлагали попробовать себя в новом амплуа и сыграть комические роли, но она отказывалась и продолжала исполнять драматические. Примерно в 1843 году здоровье её мужа ухудшилось и после длительной болезни 22 сентября 1845 года он скончался. В 1859 году Биа завершила выступления на сцене театра в Амстердаме и переехала в Роттердам, чтобы присоединиться к труппе Яна Эдуарда де Вриса (нидерл. Jan Eduard de Vries), а в 1865 году они поженились. Через 2 года пара переехала в Амстердам, где Ян Эдуард де Врис получил должность директора театра «Paleis voor Volksvlijt». Кроме того он руководил собственным театром в Утрехте. Мария Франциска Биа скончалась в Амстердаме в возрасте 79 лет.